# HMS Belfast (1939)
De HMS Belfast is een voormalig oorlogsschip van de Royal Navy. Het schip is een van de tien lichte kruisers uit de Town-klasse die in de jaren 30 van de 20e eeuw in opdracht van de Royal Navy werden gebouwd. De HMS Belfast heeft meegevochten in de Tweede Wereldoorlog tijdens D-day en in het poolgebied (waar het schip deelnam aan de jacht op de Scharnhorst), en later ook tijdens de Koreaanse Oorlog. Tegenwoordig ligt het schip in de Theems in Londen, en is ingericht als museumschip als onderdeel van het Imperial War Museum.

## Achtergrond
De Belfast behoort tot de Town-klasse, die was ontworpen als antwoord op de Japanse Mogami-klasse kruisers. Het was het eerste schip van de Royal Navy dat werd genoemd naar de Noord-Ierse hoofdstad. De tewaterlating vond plaats op St. Patrick's Day: 17 maart 1938. 
De Belfast heeft een lengte van 187 meter en is 19,3 meter breed. Het schip heeft een waterverplaatsing 10 000 ton. De primaire bewapening van het schip bestond bij de oplevering uit twaalf 152 mm-kanonnen, die elk 8 schoten per minuut konden lossen. Als secundaire bewapening werden zes tweelingstorens opgesteld met kanonnen van 102 mm. Verder bestond het luchtafweergeschut uit 2 achtloops 'pompoms' en twee vierloops Vickers machinegeweren van 7,62 mm. 
Bij de herstelling en verbouwing tussen juli 1940 en november 1942 nam de waterverplaatsing toe tot 11 550 ton.

## Geschiedenis

### Maidentrip
De Belfast voer voor het eerst uit op 3 augustus 1939 en werd op 5 augustus 1939 officieel in dienst genomen. De eerste kapitein was G. A. Scott. Het schip had 761 bemanningsleden. De eerste oefening waar het schip aan deelnam was Operatie Hipper. Daarbij simuleerde de Belfast succesvol een Duitse raider die probeert uit te breken naar de Atlantische Oceaan. Op 31 augustus werd het schip ingedeeld bij de 18th Cruiser Squadron samen met de lichte kruisers Aurora, Edinburgh en Sheffield. Met dit squadron nam de Belfast deel aan de Northern Patrol: schepen richting Duitsland werden gecontroleerd op contrabande en Duitse schepen werden buitgemaakt. Ook werd gepatrouilleerd tegen Duitse raiders die zouden willen uitbreken naar de Atlantische Oceaan. Op 9 oktober onderschepte de Belfast het Duitse passagiersschip Cap Norte dat zich voordeed als het neutrale Zweeds schip Ancona. Het schip werd opgebracht naar Kirkwall. Daardoor was de Belfast aanwezig in Scapa Flow toen de Duitse U-boot U 47 de vlootbasis binnendrong en het slagschip Royal Oak tot zinken bracht. Daarna verlegde het 10th Cruiser Squadron zijn basis naar Sullom Voe in de Shetlandeilanden.

### Uitgeschakeld door zeemijn

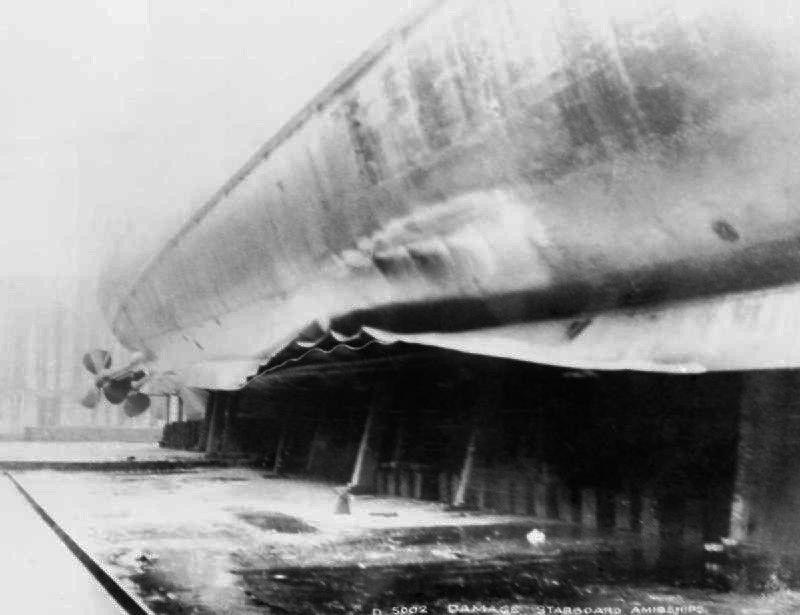
Averij van de zeemijn: de kiel is gebroken en zal 28 maanden reparatietijd vergen

Op 21 november 1939 voer de Belfast op een magnetische TMB zeemijn in een mijnenveld gelegd door de U-21 nabij de Firth of Forth. Hierdoor brak de kiel, en raakte een ketelruimte en machine beschadigd. Mocht de kruiser dergelijke schade later in de oorlog opgelopen hebben, dan was hij als total loss verklaard geweest en zou hij gesloopt worden. Maar bij het begin van de oorlog was er een groot tekort aan kruisers: veel grote koopvaardijschepen werden als hulpkruiser in dienst genomen om het tekort aan kruisers op te vangen. Na voorlopige reparaties te Rosyth werd hij in juni 1940 naar Devonport gesleept, waar de reparaties van juli 1940 tot november 1942 duurden. Tijdens de reparaties werden ook verbeteringen aangebracht, ingegeven door de opgedane oorlogservaringen met de andere kruisers. De zijpantsering werd versterkt en er kwam zodanig veel topgewicht bij door de installatie van de nieuwste radars voor vuurgeleiding en detectie van schepen en vliegtuigen, dat ook de romp verbreed moest worden. De Belfast kreeg moderner licht luchtdoelgeschut: de Vickers machinegeweren van klein kaliber werden vervangen door vijf tweeloops en acht enkele Oerlikon 20 mm kanons. Ook een nieuwe sonar werd geïnstalleerd. Door het toegenomen gewicht, breedte en diepgang werd de topsnelheid teruggebracht to 30,5 knopen.

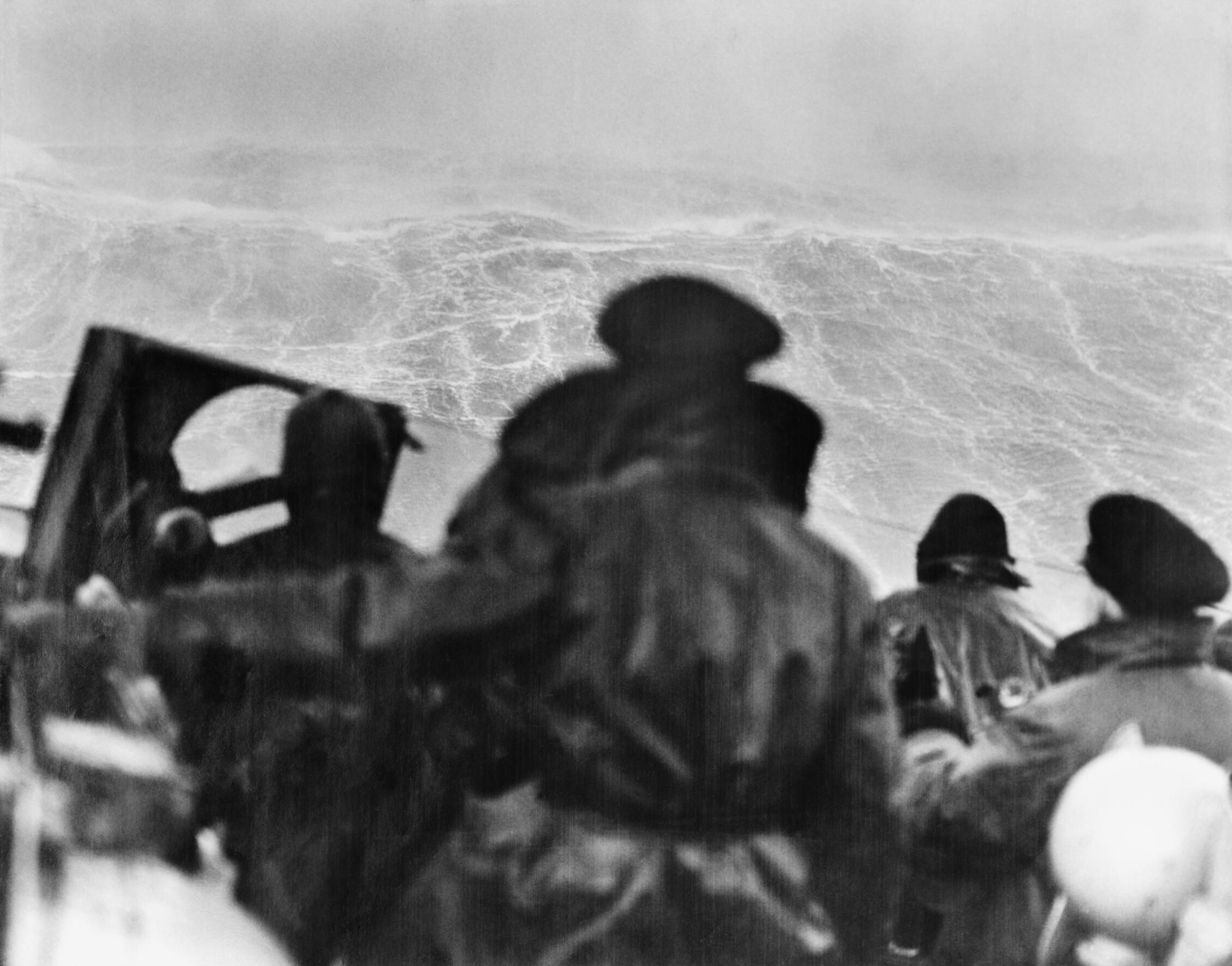
Een foto genomen vanop de brug van de HMS Sheffield toont de torenhoge golven van de zware orkaan die haar stormschade opleverde (februari 1943).

### DeArctische konvooien

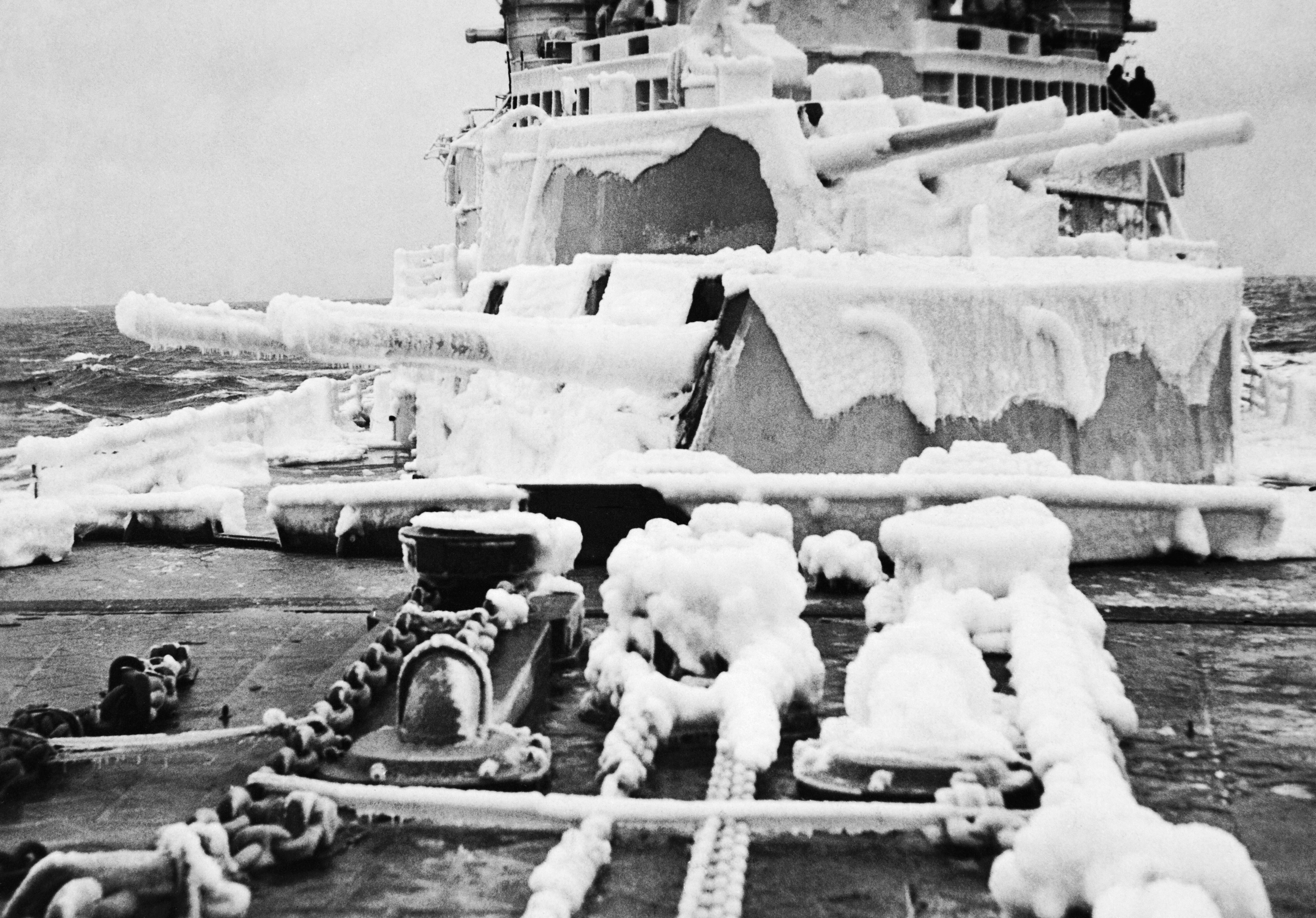
Ijsvorming op de voorste geschutstorens tijdens operaties in Arctische wateren, winter 1942-1943

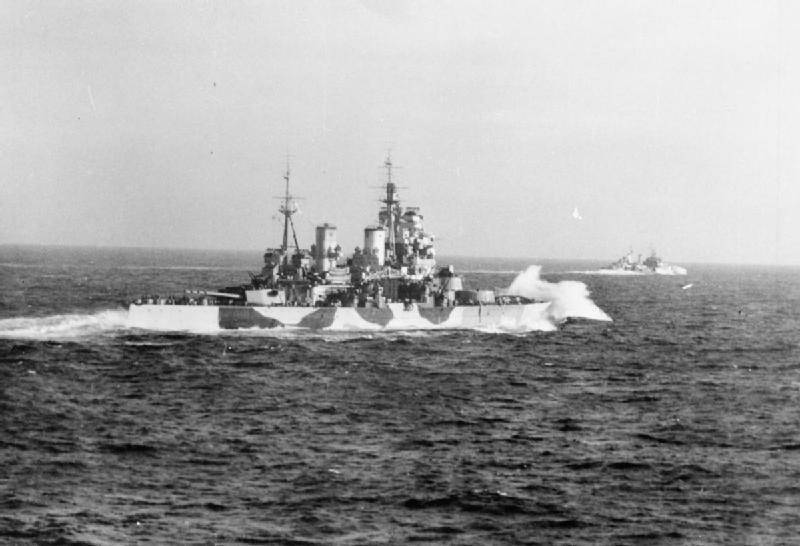
De Belfast stoomt voor het slagschip Anson, tijdens operatie Leader in oktober 1943

Op 3 november 1942 werd de Belfast terug in dienst gesteld door Kapitein Frederick Parham. Op 10 december verliet hij Plymouth om zich als vlaggenschip van de 10th Cruiser Squadron onder vice-admiraal Robert Burnett bij de Home Fleet te voegen. Dit squadron bestond uit de zware kruisers Cumberland en de lichte kruisers Belfast en Sheffield en had tot taak om JW-konvooien te begeleiden op hun reis door het poolgebied richting de Sovjet-Unie. In februari 1943 was dit squadron het nabij-escorte voor konvooi JW-53 naar Moermansk en in maart 1943 kwam het squadron terug naar Engeland als nabijescorte voor konvooi RA-53. Voor het vertrek van JW-53 uit IJsland loopt de Sheffield zware stormschade op en wordt vervangen door de zware kruiser Norfolk. Na de konvooien JW-53 en RA-53 werden de Arctische konvooien stopgezet wegens de dreiging van de Duitse oppervlaktevloot: op 11 maart kwam het Duitse slagschip Scharnhorst aan in Trondheim, en ging het Duits eskader met het slagschip Tirpitz, de zware kruiser Lützow en de lichte kruiser Nürnberg in de Altenfjord bij Narvik versterken, vanwaaruit de schepen gemakkelijk de konvooien konden aanvallen. Aangezien door een gelijktijdige crisis op de Noord-Atlantische konvooiroutes door de U-boot aanvallen veel torpedobootjagers naar dat strijdtoneel overgeheveld werden, waren er niet genoeg torpedobootjagers om het escorte te verzekeren van de Arctische konvooien.
In september 1943 werd het Duitse slagschip Tirpitz buiten gevecht gesteld tijdens Operatie Source. Door de verminderde slagkracht van de Duitse vloot in Noorwegen besloot admiraal Bruce Fraser, de bevelhebber van de Home Fleet, om meer offensieve operaties uit te voeren. Op 2 oktober nam de Belfast deel aan operatie Leader, een aanval door het Amerikaanse vliegdekschip de USS Ranger op de haven en schepen bij Bodø. Het is de eerste aanval met vliegkampschepen op Noorwegen in twee jaar, de Duitsers worden totaal verrast en voeren geen tegenaanvallen uit met hun luchtmacht. De meeste Duitse vliegtuigen waren wegens het stopzetten van de Arctische konvooien reeds lang overgebracht naar andere strijdtonelen.
Bij de hervatting van de konvooien naar de Sovjet-unie in november 1943, voer de Belfast samen met de zware kruisers Norfolk en Kent als nabij-escorte voor het konvooi RA-54A van Archangelsk naar Loch Ewe. Aansluitend vertrok de Belfast samen met het slagschip Anson en vier torpedobootjagers terug naar Archangelsk en terug naar Loch Ewe als afstandsdekking voor de konvooi JW-54B en RA-54B.

### DeScharnhorst

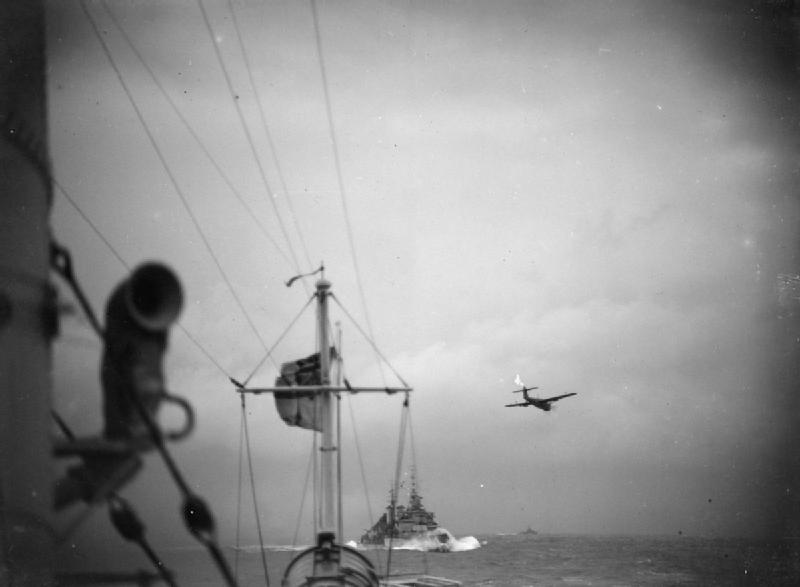
Een Fairey Barracuda vliegt over HMS Belfast tijdens Operatie Tungsten

In december 1943 opereerde de Belfast samen met de lichte kruiser Sheffield en de zware kruiser Norfolk als nabij-escorte voor de konvooien JW-56A, JW-56B en RA-56. Konvooi JW-56A bereikte ongeschonden Archangelsk, maar JW-56B werd aangevallen door een Duits eskader bestaande uit het slagschip Scharnhorst en vijf torpedobootjagers. Tijdens  de Zeeslag bij de Noordkaap op 26 december 1943, kon het kruisereskader twee keer verhinderen dat het Duitse slagschip tot bij het konvooi raakte. Bij het eerste treffen konden de kruisers de belangrijkste radar van de Scharnhorst uitschakelen, maar het slagschip kon op hoge snelheid ontsnappen en de kruisers konden geen contact houden om het sterkere dekkingseskader met het slagschip Duke of York naar de Scharnhorst te leiden. Bij het tweede treffen kon de Scharnhorst de Norfolk beschadigen, en toen de Sheffield met machinepech achterop bleef, was de Belfast de enige kruiser die via radar voeling kon houden met de Scharnhorst totdat de Duke of York contact kon maken en aanvallen. De Scharnhorst werd tot zinken gebracht door kanonvuur van de Duke Of York, en torpedo's van de torpedobootjagers. Ook de Belfast vuurde drie torpedo's af op de Scharnhorst in de laatste fase van de strijd, maar het slagschip was toen al zinkende. Na het zinken van de Scharnhorst nam de Belfast enkele van de Duitse overlevenden aan boord. Door het uitschakelen van de Scharnhorst was het nu niet langer nodig om de Arctische konvooien van een slagschip- en kruiserescorte te voorzien.

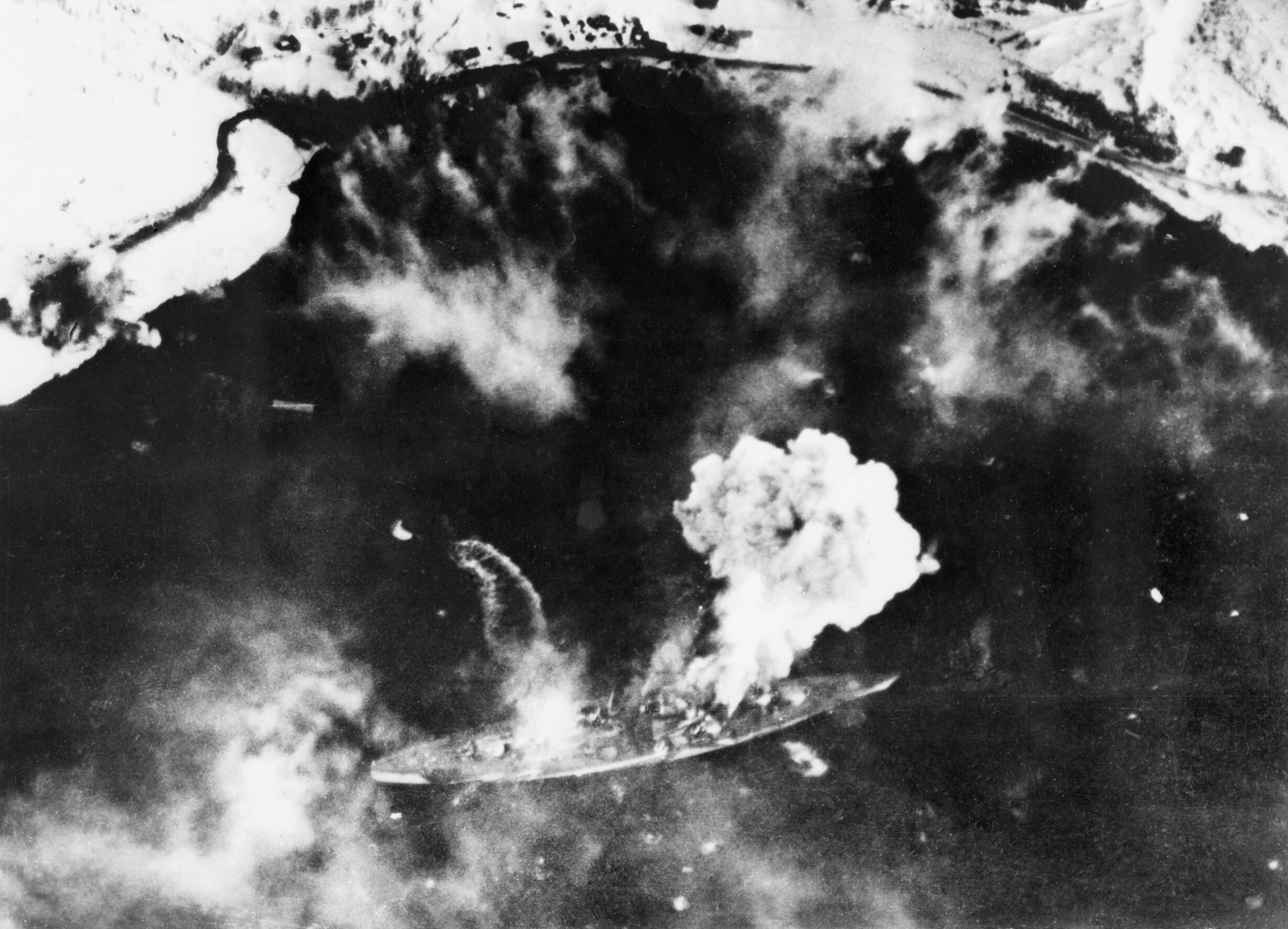
Het Duitse slagschip Tirpitz wordt geraakt tijdens operatie Tungsten.

### DeTirpitz
Op 30 maart 1944 vertrok de Belfast uit Scapa Flow als deel van de Home Fleet. De Home fleet bestond uit de slagschepen Duke of York en Anson, de vliegdekschepen Victorious en Furious, vier kruisers waaronder de Belfast en elf torpedobootjagers. De Home fleet escorteerde het konvooi JW-58 naar Rusland, maar het eigenlijke doel was operatie Tungsten: het Duitse slagschip Tirpitz, dat na de aanval met miniatuuronderzeeërs in september 1943 zwaar beschadigd werd, was bijna gerepareerd en met een verrassingsaanval van de vliegdekschepen wilde men het Duitse slagschip uitschakelen. De luchtaanval vond plaats op 3 april en met veertien treffers werd het schip opnieuw zwaar beschadigd en voor drie maanden buiten gevecht gesteld.

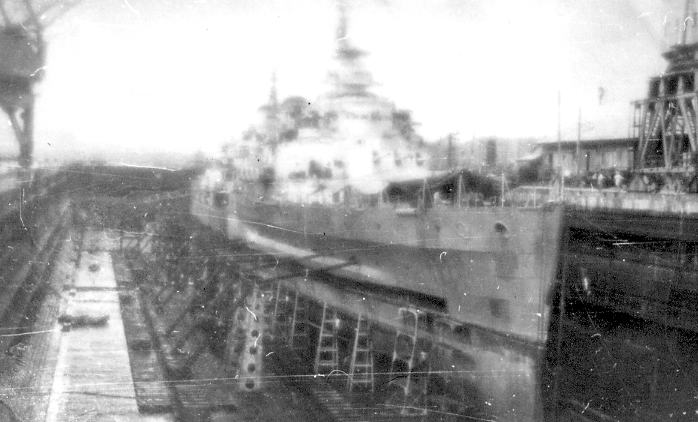
De Belfast in het droogdok te Malta, om de schade van een mijntreffer te repareren

### D-day
Op 8 mei 1944 voer koning George VI van het Verenigd Koninkrijk op de Belfast tijdens een bezoek aan de vloot die ingezet zou worden voor de landing in Normandië. De Belfast hoorde ook bij deze vloot als hoofdkwartier van Bombardment Force E. De Belfast had tot doel de landingen door Britse en Canadese troepen te ondersteunen Juno Beach. Winston Churchill was aanvankelijk van plan de invasie zelf bij te wonen vanaf de Belfast, maar dit plan werd afgeblazen nadat generaal Dwight D. Eisenhower het afkeurde en Churchill bovendien een uitnodiging van de koning ontving. Tijdens de invasie nam Belfast een Duitse batterij met vier 10cm houwitzers opgesteld in betonnen kazematten, bij Ver-sur-Mer onder vuur om zo de geallieerde soldaten dekking te geven. Nog op 11 juli geeft de Belfast vuursteun voor landoperaties in het oostelijk deel van de landingszone. In de periode van 6 to 12 juni vuurde de kruiser 1996 granaten af. Op 12 juni is ze in Portsmouth om nieuwe munitie in te laden en zes dagen later hervat de Belfast haar ondersteuningstaken. Op 30 juni is ze in actie met het slagschip Rodney en de kruiser Argonaut. Tijdens Operatie Charnwood vuurde de Belfast op treinsporen en de bruggen over de Odon om Duitse troepenbewegingen tegen te houden. Op 12 juli was de Belfast terug in Scap Flow.

### Stille Oceaan

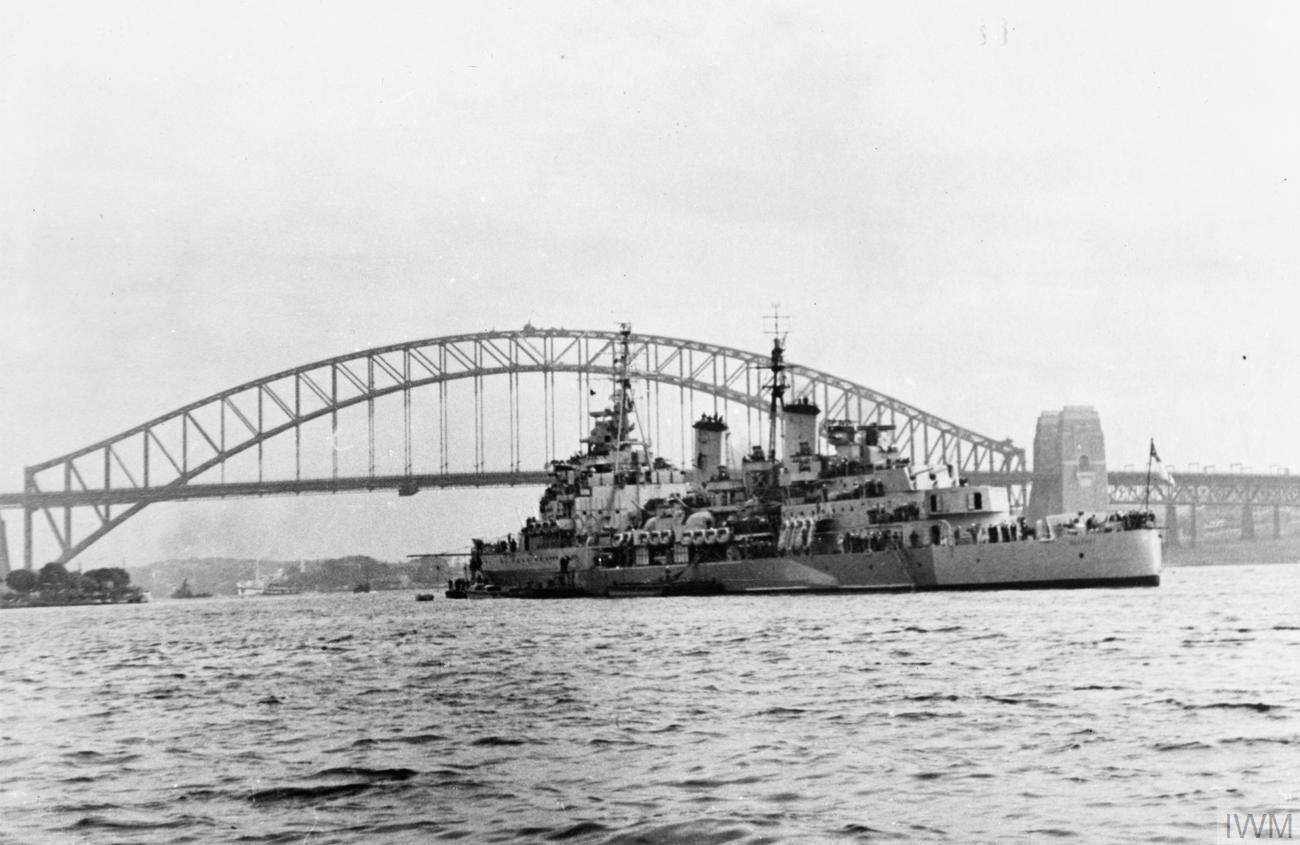
De Belfast in Sydney augustus 1945

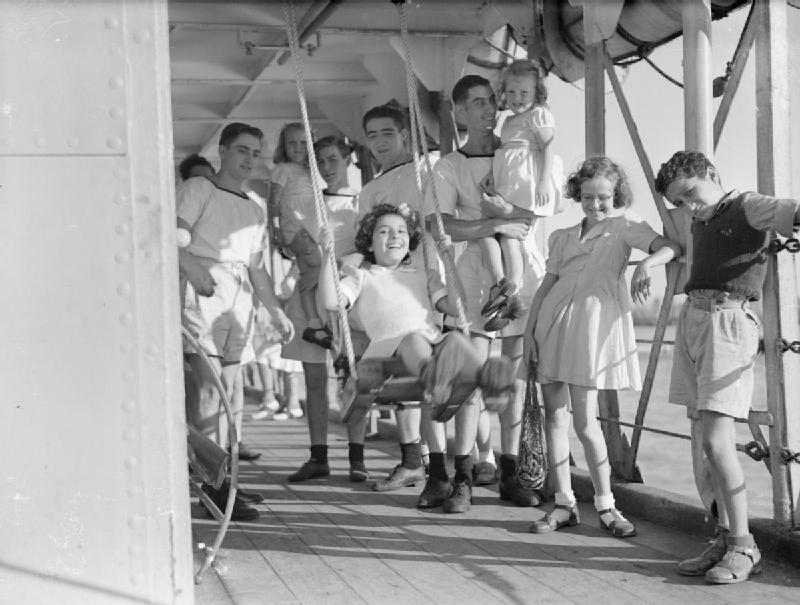
1 oktober 1945. De Belfast neem Britse geïnterneerden aan boord in Shanghai.

Na de landing in Normandië werd de Belfast overgedragen aan kapitein R. M. Dick. Tot april 1945 werd het schip aangepast voor een missie tegen de Japanse vloot in de Grote Oceaan. Zo werd werd het luchtafweergeschut aangepast om beter uitgerust te zijn tegen Japanse kamikaze aanvallen. Twee van de zes 102mm dubbelloops werden verwijderd om plaats te maken voor vier vierloops pompom 40 mm snelvuurkannonnen. De 20 mm Oerlikons werden herschikt in twaalf dubbelloops en twee enkel opstellingen. Op 17 juni 1945 voer de Belfast uit naar Australië, waar het schip op 7 augustus in Sydney arriveerde. Eenmaal daar werd de Belfast  het vlaggenschip van de 2nd Cruiser Squadron. In Sydney werd de lichte luchtafweer nogmaals aangepast: aangezien de 20 mm Oerlikons te licht waren om kamikazevliegtuigen te vernietigen, werd het aantal teruggebracht tot twee dubbelloops en vier enkele opstellingen, maar er kwamen vijf 40 mm Bofors en 4 pompoms in enkele opstellingen bij. Het plan was dat de Belfast deel zou nemen aan Operation Downfall, maar zover kwam het niet omdat Japan zich op 15 augustus 1945 overgaf. In september 1945 ging de Belfast samen met de kruiser Argonaut en drie torpedobootjagers naar China, en voer de Yangtze op tot Shanghai. Tot januari 1946 hielp de Belfast om vijfduizend voormalig Britse geïnterneerden van Shanghai over te brengen naar Hongkong. Daarna bleef de Belfast in het Verre Oosten. Hij voer langs Sydney, Nieuw-Zeeland en Japan naar Singapore, waar hij veranderingen aan accommodatie en ventilatie onderging om hem geschikter te maken voor dienst in tropische omstandigheden. Tot 20 augustus 1947 maakte hij verschillende goodwillbezoeken in Japan en China alvorens terug te keren naar Engeland.

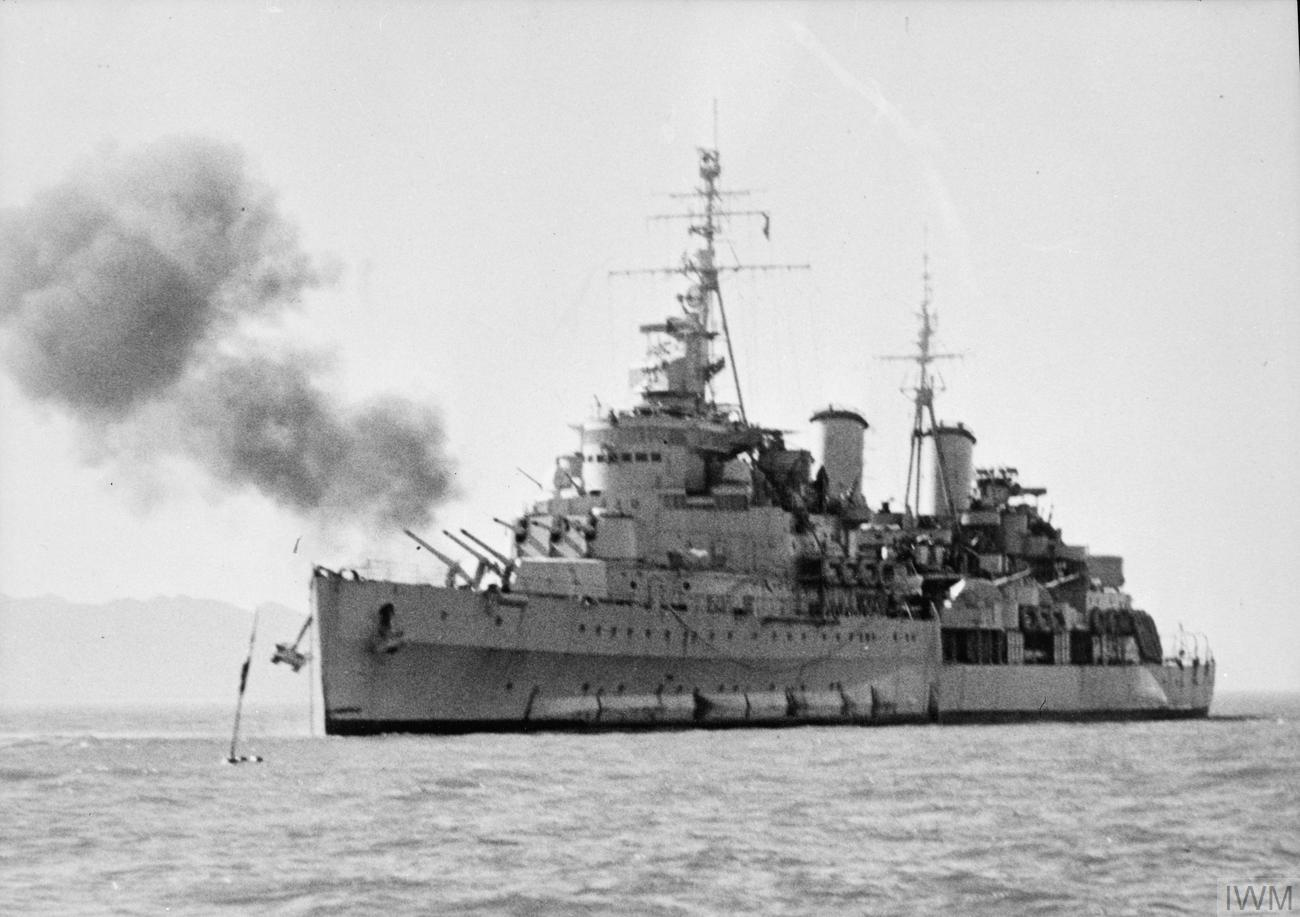
HMS Belfast in Korea

### Korea
Op 15 oktober 1947 was de Belfast terug in Porthsmouth en werd in reserve geplaatst. Op 22 september 1948 werd hij weer in dienst genomen. Op 23 oktober vertrok het schip naar Hongkong om zich aan te sluiten bij de Britse vloot aldaar. Tijdens het Amethyst Incident was de Belfast het hoofdschip van de Britse vloot in Hong Kong. Toen de Koreaanse Oorlog uitbrak werd de Belfast onderdeel van de vloot van de Verenigde Naties; eerst bij Task Force 77, maar later als individueel opererend schip. In 1951 hield de Belfast zich vooral bezig met het patrouilleren van de kust. In september 1951 bood het schip dekking tijdens een missie om een neergestorte Mikojan-Goerevitsj MiG-15 te bergen. Op 29 juli 1952 werd de Belfast getroffen in een gevecht met artillerie op Wolsa-ri Island. Hierbij kwam een Britse matroos van Chinese komaf om het leven. Op 27 september 1952 werd de Belfast afgelost door de HMS Birmingham en HMS Newcastle. Hij had op dat moment 80.000 kilometer afgelegd in het conflictgebied.

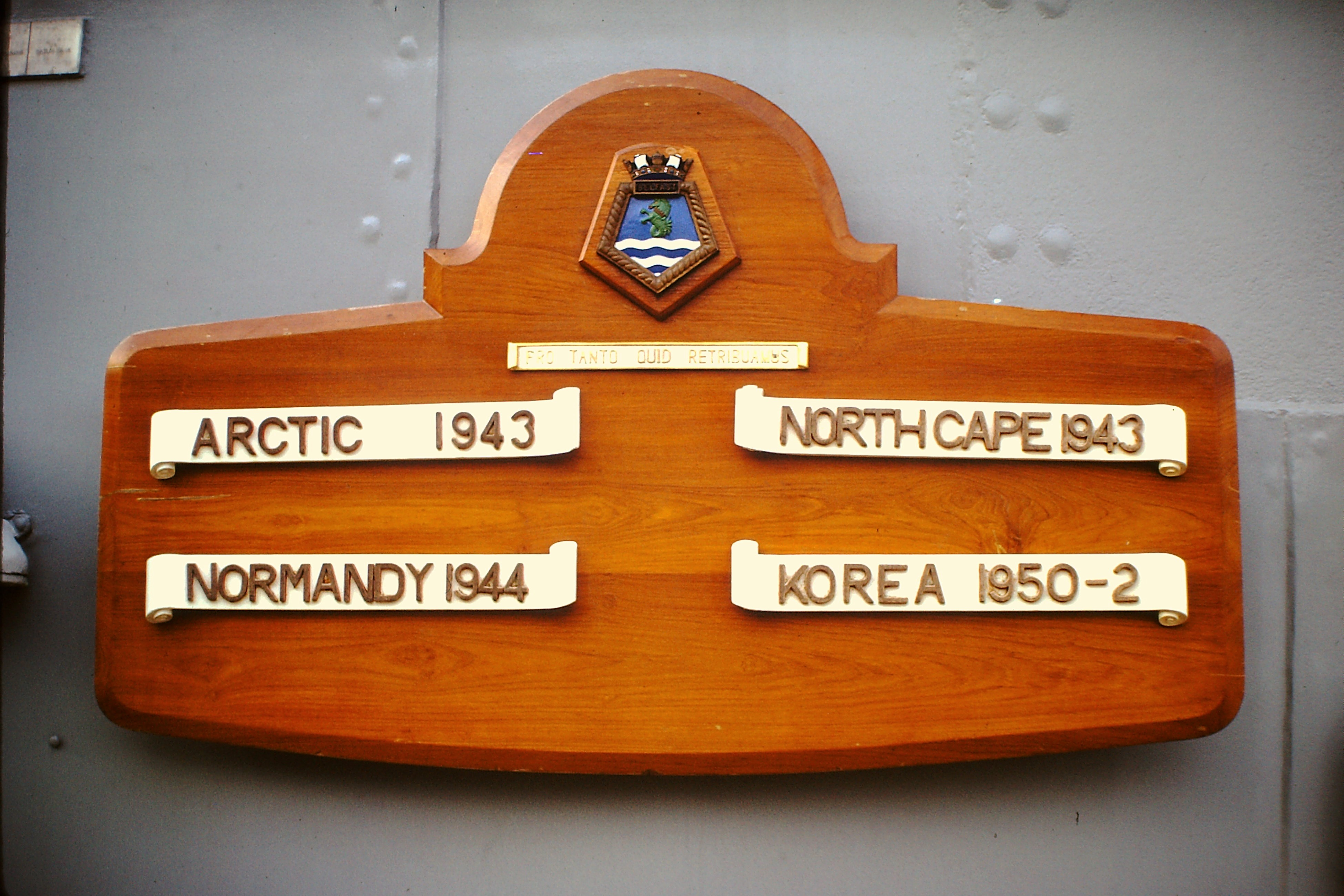
Onderscheidingen van de HMS Belfast

### Besparingen

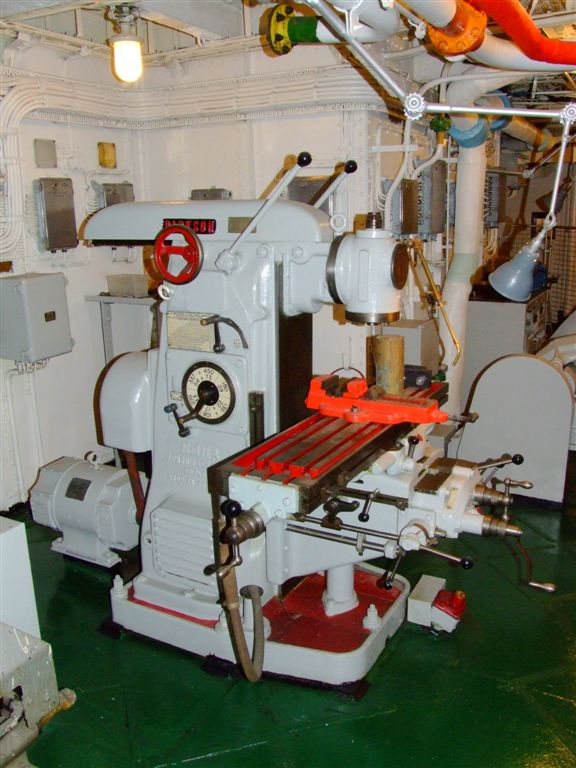
Een werktuig in de werkplaats op de HMS Belfast, als museumschip ingericht

Na zijn aflossing en het einde van de Koreaanse Oorlog, was de toekomst van de Belfast onzeker. Bezuinigingen bij defensie maakten zwaar bemande kruisers als de Belfast erg duur. In 1955 werd het schip gemoderniseerd, maar door de hoge kosten verliep dit erg langzaam. Het schip moest onder andere worden uitgerust met bescherming tegen nucleaire en chemische wapens. In 1959 voer de Belfast nog eenmaal uit naar Oost-Azië om deel te nemen aan trainingsmissies. In 1962 keerde het schip terug naar het Verenigd Koninkrijk. De laatste keer dat de Belfast door de marine werd uitgezonden was in juli 1963, voor een trainingsmissie in de Middellandse Zee. Op 24 augustus 1963 werd de Belfast definitief uit dienst genomen.

### Als Museumschip op de Theems te Londen

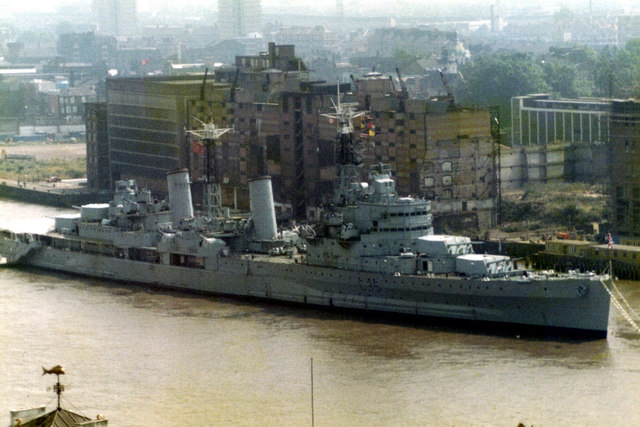
HMS Belfast als drijvend museum

In de jaren erop bleef de toekomst van het schip onzeker, en in 1971 leek het erop dat het schip ontmanteld zou gaan worden ondanks pogingen van het National Maritime Museum om het schip te laten behouden. Hierop werd de HMS Belfast Trust in het leven geroepen, onder leiding van admiraal Morgan Morgan-Giles, die inmiddels lid was van het House of Commons. In juli 1971 werd de Belfast officieel overgedragen aan de Belfast Trust. Het schip werd nadien naar Londen gebracht om als museum ingericht te worden. Op 21 oktober 1971 werd de Belfast officieel geopend voor publiek. Tot 1977 bleef de Belfast in het beheer van de Belfast Trust, maar toen begonnen financiële problemen deze organisatie parten te spelen. Hierop kwam het Imperial War Museum met een voorstel om de Belfast in hun collectie op te nemen. Op 19 januari 1978 sloegen de Belfast Trust en het museum de handen ineen om de Belfast te behouden. In oktober 1998 werd de HMS Belfast Association  opgericht met als doel voormalige bemanningsleden van het schip weer bijeen te brengen.